# Asociația Istoricilor din Republica Moldova „Alexandru Moșanu”
Asociația Istoricilor din Republica Moldova „Alexandru Moșanu” este o organizație obștească din Republica Moldova ce reunește istorici, cercetători și intelectuali dedicați promovării adevărului istoric, valorilor naționale și consolidării memoriei colective românești în spațiul pruto-nistrean. Asociația poartă numele istoricului și politicianului Alexandru Moșanu, primul președinte al Parlamentului Republicii Moldova și una dintre figurile emblematice ale mișcării de renaștere națională de la sfârșitul anilor 1980.
Organizația este condusă de istoricul și profesorul universitar Anatol Petrencu, cunoscut pentru activitatea sa academică și civică în apărarea valorilor democratice și europene.
În anul 2024, Asociația a făcut apel public către cetățenii Republicii Moldova să voteze „DA” la referendumul privind integrarea europeană, susținând că „șansa oferită de actualul context geopolitic trebuie valorificată în interesul național”.
În mai 2025, Asociația a anunțat oficial aderarea la Platforma Reîntregirii Naționale, o inițiativă civică care militează pentru unificarea Republicii Moldova cu România pe baze democratice și prin mijloace pașnice, argumentând că unirea reprezintă o soluție durabilă pentru securitatea și prosperitatea regiunii.
Asociația desfășoară activități de cercetare, conferințe și publicistică, având ca obiectiv recuperarea memoriei istorice a populației din Republica Moldova, în special prin combaterea falsurilor istorice propagate în perioada sovietică și prin promovarea identității românești.